# لکس شراپنل
لکس شراپنل (انگلیسی: Lex Shrapnel؛ زادهٔ ۶ اکتبر ۱۹۷۹) بازیگر و صداپیشه اهل بریتانیا است. وی از سال ۱۹۹۷ میلادی تاکنون مشغول فعالیت بوده‌است.
از فیلم‌ها یا برنامه‌های تلویزیونی که وی در آن نقش داشته‌است، می‌توان به کی-۱۹: ویدومیکر، مینوتور، کاپیتان آمریکا: نخستین انتقام‌جو، پسران پرواز و نه زندگی اشاره کرد.